# Лайзанска чинка
Telespiza cantans е вид птица от семейство Чинкови. Видът е световно застрашен, със статут Уязвим.

## Разпространение
Видът е разпространен в САЩ.